# Міллберн (Нью-Джерсі)
Міллберн (англ. Millburn) — селище (англ. village) в США, в окрузі Ессекс штату Нью-Джерсі. Населення — 21 710 осіб (2020).

## Демографія
Згідно з переписом 2010 року, у селищі мешкало 20 149 осіб у 6813 домогосподарствах у складі 5551 родини. Було 7106 помешкань
Расовий склад населення:
| - 80,2 % — білих - 15,7 % — азіатів - 1,6 % — чорних або афроамериканців |

До двох чи більше рас належало 2,0 %. Частка іспаномовних становила 3,5 % від усіх жителів.
За віковим діапазоном населення розподілялося таким чином: 32,3 % — особи молодші 18 років, 56,4 % — особи у віці 18—64 років, 11,3 % — особи у віці 65 років та старші. Медіана віку мешканця становила 41,0 року. На 100 осіб жіночої статі у селищі припадало 95,3 чоловіків;  на 100 жінок у віці від 18 років та старших — 90,8 чоловіків також старших 18 років.
Середній дохід на одне домашнє господарство  становив 270 733 долари США (медіана — 184 783), а середній дохід на одну сім'ю — 306 442 долари (медіана — 222 386). Медіана доходів становила 161 359 доларів для чоловіків та 85 161 долар для жінок. За межею бідності перебувало 2,7 % осіб, у тому числі 3,6 % дітей у віці до 18 років та 2,7 % осіб у віці 65 років та старших.
Цивільне працевлаштоване населення становило 8952 особи. Основні галузі зайнятості: фінанси, страхування та нерухомість — 24,0 %, освіта, охорона здоров'я та соціальна допомога — 22,1 %, науковці, спеціалісти, менеджери — 18,3 %.